# Dmitrij Moor
Dmitrij Moor, pseudonimo di Dmitrij Stachievič Orlov (in russo Дмитрий Стахиевич Орлов?; Novočerkassk, 3 novembre 1883 – Mosca, 24 ottobre 1946), è stato un disegnatore sovietico, uno dei principali artisti Agit-Prop del periodo bolscevico.

## Biografia
Figlio di un ingegnere minerario, studia matematica, fisica e giurisprudenza presso l'Università di Mosca, città dove i suoi genitori si erano stabiliti nel 1898. Durante gli studi, aderisce con altri giovani rivoluzionari ad un gruppo per preparare l'insurrezione armata del dicembre 1905.

### La pubblicazione sul giornale satirico "Budil'nik"
Inizia a lavorare come tipografo nei sobborghi di Mosca, presso la stamperia Mamontov. Quest'esperienza gli fornì il background culturale sufficiente per realizzare le sue opere successive. Nel 1907, anche se non possedeva una specifica formazione artistica, i suoi schizzi dei ministri zaristi richiamano l'attenzione del direttore del giornale satirico "Budil'nik" (L'Allarme) che decide di pubblicarle, con lo pseudonimo "Moor", in onore del conte Maximilian de Moor , eroe de I masnadieri di Friedrich Schiller.

### Gli studi artistici
Nel 1910 entra nello studio del pittore Petr Ivanovic Kelin. Dal 1912, Moor realizza una serie di caricature di artisti e personaggi pubblici in costume e manifesti pubblicitari per concerti, film muti, come, "Il ladro" , "Bruciata dal sole" , "Contenzioso" . Nel 1918, partecipa alla mostra Art Circolo "Ambiente" progettando le decorazioni per le feste moscovite, per celebrare il 1º anniversario della Rivoluzione d'ottobre . Nel 1919  partecipa alla creazione dell'agenzia di stampa russa, Rosta Windows, attraverso la quale, durante la guerra civile, realizza più di 50 manifesti politici insieme a Michail Čeremnych e Viktor Deni.

### I manifesti politici
Le oprere più conosciute sono:  "Ti sei già iscritto come volontario?", "Wrangel ancora vivo, lo ha battuto senza pietà morto" e "Il dono rosso per il bianco Pan". Le sue illustrazioni erano spesso bicolori : nero e rosso: nero per identificare i capitalisti e gli abiti dei sacerdoti, rosso, per le bandiere e l'abbigliamento rivoluzionario. Nel 1920, a causa di una terribile carestia nel bacino del Volga, realizza un famoso manifesto, che, posto all'ingresso dei luoghi di culto ha facilitato l'accettazione da parte dei fedeli del sequestro dei beni posseduti dalla Chiesa ortodossa in favore delle vittime. Dal 1919 pubblica le sue opere sul quotidiano Izvestia, dal 1920 sulla Pravda, dove rimase fino al 1930, e dal 1922 sulla rivista "Krasnoarmejez" .

### Direttore artistico di diverse riviste
Sempre nel stesso anno fu uno degli organizzatori della rivista Krokodil. Tra il 1923 ed il 1929 è direttore artistico e autore di numerose immagini sulle riviste Besboshnik" (i malvagi) e "u Besboshnik Stanka" (I malvagi sulla macchina). Nel 1925, partecipa ad una mostra presso il Salone Internazionale di Arte e di Arti Decorative di Parigi, nel 1926 alla prima mostra di grafica, e l'anno successivo ad una mostra di manifesti rivoluzionari a Berlino. Dal 1928 al 1932 è stato membro del gruppo nel mese di ottobre. Nel 1930, partecipa a due mostre: una sulle tematiche rivoluzionarie sovietiche e l'altro con grafici, poster, disegni e libri a Danzica.

### Il ritorno a Mosca e la docenza
Nel 1930 torna presso il Dipartimento della Litografia e Istituto poligrafico di Mosca, dove rimane fino al 1932. Dal 1932 al 1933 viene invitato ad una mostra a Chicago. Dal 1939 al 1943 è docente presso l'Istituto di Surikov, Istituto d'Arte di Stato di Mosca. Tra i suoi allievi si citano Aminadav Moiseevič Kanevskij, Vitalij Nikolaevič Gorjaev, Aleksej Alekseevič Kokorekin, Fëdor Pavlovič Rešetnikov, il Kukryniksy e Boris Ivanovič Prorokov.  Durante la seconda guerra mondiale crea una serie di manifesti contro il nazifascismo e scrive diversi articoli sullo sviluppo dell'arte sovietica. Muore nel 1946 a Mosca. L'urna con le sue ceneri sono conservate nel colombario nel cimitero di Novodevichy. Nel 1967 a 21 anni dopo la sua morte, viene pubblicata postuma l'autobiografia : "Io, un bolscevico".